# Thomas Koch (Schauspieler, 1971)
Thomas Koch (* 25. Juli 1971 in Hennigsdorf) ist ein deutscher Schauspieler. Seit 2001 spielt er eine Hauptrolle in der Serie In aller Freundschaft.

## Leben
Thomas Koch ist der Sohn von Entwicklungshelfern und verbrachte deshalb Teile seiner Kindheit und Jugend unter anderem in Mali und auf Borneo.
Thomas Koch studierte von 1990 bis 1993 zunächst Betriebswirtschaftslehre, danach absolvierte er von 1993 bis 1997 eine Schauspielausbildung an der Hochschule für Musik und Theater „Felix Mendelssohn Bartholdy“ Leipzig.
Von 1997 bis 2000 war Koch festes Ensemblemitglied am Nationaltheater Weimar. Er spielte dort unter anderem in den Shakespeare-Stücken Liebes Leid und Lust (Rolle: Biron), Viel Lärm um nichts (Rollen: Claudio, Conrad) und König Lear (Rolle: Edmund), in dem Musical The Black Rider (Rolle: Wilhelm), in der Operettenproduktion Die schöne Helena (Rollen: Merkur, Achill), in Goethes Iphigenie auf Tauris (Rolle: Orest), in Ionescos Die Nashörner (Rolle: Hans) und in einer Bühnenfassung von Effi Briest (Rolle: Major Crampas).
Im Herbst 2004 trat er gemeinsam mit Dieter Bellmann und Andrea Kathrin Loewig im Krystallpalast Leipzig auf. 2006 übernahm er in dem Musical Cabaret die Rolle des Conferenciers, in einer Produktion mit Kollegen aus der Serie In aller Freundschaft.
Seit 2001 wirkte Koch in mehreren Film-und-Fernsehproduktionen mit, so unter anderem in dem Fernsehfilm Tierärztin Dr. Mertens oder in der Fernsehserie Notruf Hafenkante. 2008 spielte er eine Nebenrolle in der Jugendserie Endlich Samstag!. Einem Millionenpublikum bekannt wurde Koch insbesondere durch die Serie In aller Freundschaft, in der er seit Mai 2001 (Folge 104) die Rolle des Dr. Philipp Brentano spielt. In dieser Rolle trat er seit 2015 auch mehrfach in der Serie In aller Freundschaft – Die jungen Ärzte auf.
Thomas Koch lebt in Berlin. Neben seiner Muttersprache Deutsch spricht er auch fließend Englisch.

## Filmografie
- 2001: Die heimlichen Blicke des Mörders (Fernsehfilm)
- seit 2001: In aller Freundschaft (Fernsehserie)
- 2002: Wolffs Revier (Fernsehserie, Folge 10x08)
- 2002: Die Cleveren (Fernsehserie, Folge 4x08)
- 2003: Tierärztin Dr. Mertens (Fernsehfilm)
- 2005: Hallo Robbie! (Fernsehserie, Folge 4x02)
- 2008: Endlich Samstag! (Fernsehserie, 6 Folgen)
- 2008: Unser Charly (Fernsehserie, Folge 13x06)
- 2009: Notruf Hafenkante (Fernsehserie, 11 Folgen)
- 2009: SOKO Stuttgart (Fernsehserie, Folge 1x02)
- 2011: In aller Freundschaft: Was wirklich zählt (Spielfilm)
- 2012: Die weiße Mücke (Kurzfilm)
- 2013: In aller Freundschaft: Bis zur letzten Sekunde (Spielfilm)
- 2015–2024: In aller Freundschaft – Die jungen Ärzte (Fernsehserie, 9 Folgen)
- 2017: Irgendwer (Kurzfilm)
- 2020: Julia muss sterben